# Piero Coppola
Pour les articles homonymes, voir Coppola.
Piero Coppola est un chef d'orchestre, pianiste et compositeur italien né le 11 octobre 1888 à Milan et mort le 17 mars 1971 à Lausanne.

## Biographie
Piero Coppola est né à Milan dans une famille de musiciens. Ses deux parents sont des artistes lyriques. Il étudie au conservatoire de Milan d'où il sort diplômé en piano et composition en 1910. Dès 1911 il dirige le répertoire lyrique dans la plus grande des maisons d'opéra milanaises, le Teatro alla Scala. Cette même année il entend à Turin Claude Debussy diriger ses propres compositions Ibéria et Prélude à l'après-midi d'un faune, une expérience d'« une influence décisive dans sa carrière ». Il travaille ensuite à Bruxelles et passe la période de la Première Guerre mondiale en Scandinavie.
En 1921, Piero Coppola s'installe à Londres puis en France. Entre 1923 et 1934 il est directeur artistique de La Voix de son maître, la branche française du label anglais The Gramophone Company (en). En 1924 il est sollicité par Sylvia Beach pour réaliser un enregistrement de lectures de l'Ulysse de James Joyce : Coppola répond que l'enregistrement devra être pris en charge financièrement par Sylvia Beach, ne devra pas porter le label HMV et ne devra pas être listé dans le catalogue. À la fin des années 1920 et dans les années 1930, Piero Coppola dirige les enregistrements de nombreuses œuvres de Claude Debussy et Maurice Ravel, dont la première captation de La Mer et du Boléro. Bien que le compositeur ne l'ait jamais vu diriger aucune de ses œuvres, la direction de Coppola suscite l'admiration de Debussy. Son travail dans le répertoire français est très largement salué. Ses enregistrements des œuvres de Claude Debussy sont décrits comme « sans rivalité pour l'époque », et ses Nocturnes de 1938 sont notamment loués comme une « pièce maîtresse » et parmi les premiers enregistrements « les plus proches de la pensée de Debussy ». Son enregistrement du Tombeau de Couperin de Maurice Ravel remporte le grand prix du disque en 1932. Piero Coppola dirige également en juin 1932 le premier enregistrement du troisième concerto pour piano de Sergueï Prokofiev avec le compositeur lui-même au piano.
À partir de 1939, Piero Coppola travaille à Lausanne, où il meurt le 17 mars 1971. En dépit de nombreuses allégations sans fondement, il n'existe aucun lien de parenté connu entre Piero Coppola et Carmine Coppola ou Francis Ford Coppola.

## Compositions
Piero Coppola a composé deux opéras, une symphonie et quelques courtes pièces. Selon un article publié en 1921 dans The Musical Times, sa musique est « toute en nerfs et comporte toujours un caractère rythmique décidé ». L'article décrit ensuite Coppola comme « [un] musicien très fort, [qui] aime à traduire musicalement certaines poses grotesques et macabres, ce qu'il réussit à faire de manière impressionnante. ».

## Enregistrements
- 1928 : Claude Debussy, La Mer[8]
- Novembre 1928 : Maurice Ravel, Shéhérazade, Marcelle Gerar (soprano), The Gramophone Company, Paris
- 8 janvier 1930 : Maurice Ravel, Boléro, The Gramophone Company, Paris[9]
- 1930 : Hector Berlioz, La Damnation de Faust, solistes, Chœur et Orchestra Pasdeloup, La Voix de son maître (version abrégée)
- 27 juin 1932 : Sergueï Prokofiev, Concerto pour piano no 3, Sergueï Prokofiev (piano), London Symphony Orchestra, HMV, Londres
- 1934 : Maurice Ravel, Daphnis et Chloé suite no 1, Orchestre de la Société des Concerts du Conservatoire, The Gramophone Company, Paris

## Écrits
- Dix-sept ans de musique à Paris, 1922-1939, Genève, Slatkine, 1982 (1re éd. 1944), 253 p. (ISBN 978-2-05-000208-1, BNF 34685572, LCCN af47000376)

## Bases de données
- Ressources relatives à la musique :   - International Music Score Library Project
  - Discography of American Historical Recordings
  - Discogs
  - Grove Music Online
  - MusicBrainz
  - Muziekweb
- Notices dans des dictionnaires ou encyclopédies généralistes :   - Dictionnaire historique de la Suisse
  - Dizionario biografico degli italiani
- Notices d'autorité :   - VIAF
  - ISNI
  - BnF (données)
  - IdRef
  - LCCN
  - GND
  - Italie
  - CiNii
  - Espagne
  - Belgique
  - Pays-Bas
  - Pologne
  - Israël
  - NUKAT
  - Norvège
  - Tchéquie

- Description (Francais) et documents du fonds COPPOLA, Piero à la Phonothèque Nationale Suisse.